# Il sicario (programma televisivo)
Il sicario è stato un programma televisivo italiano, andato in onda su Rai 2, dal 9 gennaio al 19 luglio 1989 dal lunedì al venerdì alle ore 22:30.

## Il programma
Il quiz, condotto dall'attore e doppiatore Gino La Monica, vedeva cinque concorrenti che dovevano fornire spiegazioni sul modo in cui avevano utilizzato una somma di denaro di dieci milioni a loro disposizione. La particolarità del gioco era che, due dei concorrenti interpretavano il ruolo di sicari. 
Utilizzando doti dialettiche, il gioco consisteva nel non far sì che prevalessero i sicari, altrimenti i premi sarebbero stati messi a disposizione dei telespettatori, tramite sorteggio tra chi avesse inviato in tempo la cartolina postale.